# Transamerica-pyramiden
Transamerica-pyramiden er en pyramideformet skyskraber beliggende i centrum af San Francisco, hvor den som byens næsthøjeste er let genkendelig i byens skyline.
Bygningen blev opført i 1969-1972 som hovedsæde for Transamerica Corporation og associeres fortsat i høj grad med virksomheden, selvom de ikke længere har deres hovedsæde i bygningen. En kontur af pyramiden indgår i Transamericas logo.
Ved indvielsen var den med sine 260 meter blandt verdens fem højeste bygninger.